# Niklas Kreuzer
Niklas Kreuzer (* 20. Februar 1993 in München) ist ein deutscher Fußballspieler, der beim SV Sandhausen unter Vertrag steht.

## Karriere

### Verein
Kreuzer spielte beim SV 1880 München und FC Ettingen, ehe er 2006 in die Jugendabteilung des Schweizer Super-Ligisten FC Basel wechselte. Dort spielte er ab 2011 für dessen zweite Mannschaft, ihm gelang es jedoch nie, in die erste Mannschaft aufzurücken. Im Sommer 2013 wechselte Kreuzer ablösefrei zum deutschen Drittligisten FC Rot-Weiß Erfurt. In Erfurt spielte er eine Saison lang sowohl für die erste Mannschaft als auch für die in der Oberliga Nordost-Süd antretende zweite Mannschaft.
Zur Saison 2014/15 wechselte Kreuzer zum Ligakonkurrenten Dynamo Dresden, mit dem er in der Saison 2015/16 Meister der 3. Liga wurde und in die 2. Bundesliga aufstieg. Am 8. Mai 2015 wurde sein Vertrag bis 30. Juni 2017 verlängert. Sein Zweitligadebüt feierte er am ersten Spieltag der Saison 2016/17 beim 1:1-Unentschieden gegen den 1. FC Nürnberg. Im Februar 2017 wurde sein Vertrag um zwei weitere Jahre bis 2019 verlängert, im Februar des Jahres 2019 folgte eine weitere Verlängerung für weitere drei Jahre bis 2022. Nach dem Abstieg der Dresdner am Ende der Saison 2019/20 wurde Kreuzers Vertrag, der nur eine Gültigkeit für die 2. Fußball-Bundesliga beinhaltete, nicht verlängert. Am 29. Januar 2021 erklärte Dynamo Dresden, den bis dahin vereinslosen Kreuzer für die Restsaison 2020/21 zu verpflichten. Dieser Vertrag wurde Ende der Saison nicht verlängert.
Am 19. Juni erklärte der Hallesche FC unter der sportlichen Leitung des ehemaligen Sportdirektors von Dynamo Dresden, Ralf Minge, Kreuzer bis 2023 zu verpflichten. Am 27. April 2023 wurde Kreuzers Vertragsverlängerung beim Halleschen FC bis 2026 bekannt.
Nach dem Abstieg des Halleschen FC aus der 3. Liga am Ende der Saison 2023/24 war Kreuzer zunächst vereinslos. Am 29. August 2024 gab der SV Sandhausen die Verpflichtung Kreuzers bekannt.

### Nationalmannschaft
Kreuzer absolvierte insgesamt 16 Länderspiele für deutsche Junioren-Nationalmannschaften.

### Erfolge
- Aufstieg in die 2. Bundesliga: 2016 und 2021 mit Dynamo Dresden
- Meister der 3. Liga: 2016 und 2021 mit Dynamo Dresden

## Privates
Niklas Kreuzer ist der Sohn des ehemaligen Fußballprofis und heutigen Sportfunktionärs Oliver Kreuzer. Kreuzer und seine Freundin wurden im Jahr 2020 erstmals Eltern.